# Lijst van voetbalinterlands Aruba - Nederlandse Antillen
Deze lijst van voetbalinterlands is een overzicht van alle officiële voetbalwedstrijden tussen de nationale teams van Aruba en de Nederlandse Antillen. De landen speelden acht keer tegen elkaar. De eerste ontmoeting, een vriendschappelijke wedstrijd, werd gespeeld in Oranjestad. Het laatste duel, eveneens een vriendschappelijke wedstrijd, vond plaats op 29 oktober 2010 in Willemstad (Curaçao).

## Wedstrijden
| № | Plaats     | Datum             | Competitie                      | Wedstrijd                    | Uitslag |
| - | ---------- | ----------------- | ------------------------------- | ---------------------------- | ------- |
| 1 | Oranjestad | 30 september 1990 | Vriendschappelijk               | Aruba – Nederlandse Antillen | 1 – 3   |
| 2 | Oranjestad | 7 mei 1995        | Caribbean Cup 1995 kwalificatie | Aruba – Nederlandse Antillen | 3 – 4   |
| 3 | Willemstad | 14 mei 1995       | Caribbean Cup 1995 kwalificatie | Nederlandse Antillen – Aruba | 3 – 2   |
| 4 | Oranjestad | 5 maart 1997      | Caribbean Cup 1997 kwalificatie | Aruba – Nederlandse Antillen | 2 – 1   |
| 5 | Oranjestad | 5 maart 1998      | Caribbean Cup 1998 kwalificatie | Aruba – Nederlandse Antillen | 0 – 1   |
| 6 | Willemstad | 28 januari 2004   | Vriendschappelijk               | Nederlandse Antillen – Aruba | 6 – 1   |
| 7 | Willemstad | 27 juli 2008      | Caribbean Cup 2008 kwalificatie | Nederlandse Antillen – Aruba | 0 – 0   |
| 8 | Willemstad | 29 oktober 2010   | Vriendschappelijk               | Nederlandse Antillen – Aruba | 3 – 0   |

## Samenvatting
| Competitie                 | Totaal gespeeld | Winst Aruba | Gelijk | Winst Ned. Ant. | Doelsaldo Aruba – Ned. Ant. |
| -------------------------- | --------------- | ----------- | ------ | --------------- | --------------------------- |
| Caribbean Cup-kwalificatie | 5               | 1           | 1      | 3               | 7 − 9                       |
| Vriendschappelijk          | 3               | 0           | 0      | 3               | 2 − 12                      |
| Totaal                     | 8               | 1           | 1      | 6               | 9 − 21                      |

Wedstrijden bepaald door strafschoppen worden, in lijn met de FIFA, als een gelijkspel gerekend.